# کانتون زوگ
کانتون زوگ (به آلمانی: تسوگ) یکی از کانتون‌های سوئیس است. کانتون زوگ که از کوچکترین کانتون‌های سوئیس است، در مسابقه بین کانتون‌های سوئیس در راستای جذب سرمایه‌های جهانی که افزار عمده آن «تخفیف‌های مالیاتی» محسوب می‌شود، گوی سبقت را از دیگر کانتون‌های ربوده. زوگ در محافل مالی «بهشت مالیاتی جهان» نامیده می‌شود. در شهر زوگ، واحد مرکز (و مجازی) ده‌ها هزار شرکت از سراسر جهان به ثبت رسیده‌اند (نشانی: صندوق پستی) و بخش اصلی عملیاتی و کسب درآمد شرکت‌ها در «کشورهای مادر» انجام می‌گیرند.